# Phumosia biplaga
Phumosia biplaga är en tvåvingeart som först beskrevs av Villeneuve 1914.  Phumosia biplaga ingår i släktet Phumosia och familjen spyflugor. Inga underarter finns listade i Catalogue of Life.